# Tangail Sadar
Tangail Sadar är ett underdistrikt i Bangladesh. Det ligger i den centrala delen av landet, 80 km nordväst om huvudstaden Dhaka.
Trakten runt Tangail Sadar består till största delen av jordbruksmark. Runt Tangail Sadar är det mycket tätbefolkat, med 1 177 invånare per kvadratkilometer.